# Carnaval de Rio 2022
Cette page répertorie les participants de tous les carnavals de Rio. Initialement proposé pour mi-2021, mais en raison de l'augmentation du COVID-19 et de la difficulté des vaccins au Brésil, il a été reporté à 2022,.

## Défilé
| Groupe Spécial                         |
| Imperatriz Leopoldinense,              |
| Estação Primeira de Mangueira,         |
| Acadêmicos do Salgueiro,               |
| São Clemente                           |
| Unidos do Viradouro,                   |
| Beija-Flor,                            |
| Groupe Spécial                         |
| Paraíso do Tuiuti,                     |
| Portela,                               |
| Mocidade Independente de Padre Miguel, |
| Unidos da Tijuca,                      |
| Acadêmicos do Grande Rio,              |
| Unidos de Vila Isabel,                 |
| Série Ouro                             |
| Em Cima da Hora                        |
| Acadêmicos do Cubango                  |
| Unidos da Ponte                        |
| Unidos do Porto da Pedra               |
| União da Ilha do Governador            |
| Unidos de Bangu                        |
| Acadêmicos do Sossego                  |
| Série Ouro                             |
| Lins Imperial                          |
| Inocentes de Belford Roxo              |
| Estácio de Sá                          |
| Acadêmicos de Santa Cruz               |
| Unidos de Padre Miguel                 |
| Acadêmicos de Vigário Geral            |
| Império da Tijuca                      |
| Império Serrano                        |
| Série Prata                            |
| Arame de Ricardo                       |
| Sereno de Campo Grande                 |
| Independente da Praça da Bandeira      |
| Raça Rubro-Negra                       |
| Arranco                                |
| Independente de Olaria                 |
| Renascer de Jacarepaguá                |
| Império da Uva                         |
| Acadêmicos da Diversidade              |
| Difícil é o Nome                       |
| Botafogo Samba Clube                   |
| Série Prata                            |
| Alegria da Zona Sul                    |
| Acadêmicos da Rocinha                  |
| Unidos da Villa Rica                   |
| Caprichosos de Pilares                 |
| União de Jacarepaguá                   |
| Leão de Nova Iguaçu                    |
| Unidos da Vila Santa Tereza            |
| Unidos da Vila Kennedy                 |
| União de Maricá                        |
| União do Parque Curicica               |
| Rosa de Ouro                           |
| Acadêmicos da Abolição                 |
| União do Parque Acari                  |
| Unidos do Jacarezinho                  |
| Série Bronze                           |
| Mocidade Unida do Santa Marta          |
| Acadêmicos do Jardim Bangu             |
| União Cruz Maltina                     |
| Império de Petrópolis                  |
| Acadêmicos do Dendê                    |
| Acadêmicos do Peixe                    |
| Império Ricardense                     |
| Mocidade de Vicente de Carvalho        |
| Guerreiros Tricolores                  |
| Unidos de Manguinhos                   |
| Acadêmicos de Jacarepaguá              |
| Arrastão de Cascadura                  |
| Groupe d'Évaluation                    |
| Império de Brás de Pina                |
| Bangay                                 |
| Coroa Imperial                         |
| Alegria do Vilar                       |
| Fla Manguaça                           |
| Mocidade Unida da Cidade de Deus       |
| Camisa 10                              |
| Unidos da Barra da Tijuca              |
| Balanço de Irajá                       |
| Unidos de Cosmos                       |
| Império da Zona Norte                  |
| Coroado de Jacarepaguá                 |
| Concentra Imperial                     |
| Unidos do Cabral                       |
| Império de Nova Iguaçu                 |
| Tubarão de Mesquita                    |
| Acadêmicos da Pedra Branca             |
| Colibri                                |
| Gato de Bonsucesso                     |
| Flor do Jardim Primavera               |
| União Rio Minas                        |
| Groupe B d'LIVRES                      |
| Chatuba de Mesquita                    |
| Unidos do Cabuçu                       |
| Unidos de Lucas                        |
| Vizinha Faladeira                      |
| Unidos de São Cristóvão                |
| Imperadores Rubro-Negros               |
| Siri de Ramos                          |
| Acadêmicos do Engenho da Rainha        |
| Flor da Mina do Andaraí                |
| Feitiço Carioca                        |
| Groupe C d'LIVRES                      |
| União do Vilar Carioca                 |
| Mocidade do Porto                      |
| Boi da Ilha do Governador              |

## Résultats
| Groupe Spécial      |                                       |       |                             |
| Pos                 | Samba schools                         | Pts   | Classification Relégué      |
| 1                   | Acadêmicos do Grande Rio              | 269.9 | Champion Carnaval           |
| 2                   | Beija-Flor                            | 269.6 | Resté Groupe Spécial        |
| 3                   | Unidos do Viradouro                   | 269.5 | Resté Groupe Spécial        |
| 4                   | Unidos de Vila Isabel                 | 269.3 | Resté Groupe Spécial        |
| 5                   | Portela                               | 269.2 | Resté Groupe Spécial        |
| 6                   | Acadêmicos do Salgueiro               | 268.3 | Resté Groupe Spécial        |
| 7                   | Estação Primeira de Mangueira         | 268.2 | Resté Groupe Spécial        |
| 8                   | Mocidade Independente de Padre Miguel | 268.2 | Resté Groupe Spécial        |
| 9                   | Unidos da Tijuca                      | 267.9 | Resté Groupe Spécial        |
| 10                  | Imperatriz Leopoldinense              | 266.9 | Resté Groupe Spécial        |
| 11                  | Paraíso do Tuiuti                     | 266.4 | Resté Groupe Spécial        |
| 12                  | São Clemente                          | 263.7 | Relégué Série Ouro          |
| Série Ouro          |                                       |       |                             |
| Pos                 | Samba schools                         | Pts   | Classification Relégué      |
| 1                   | Império Serrano                       | 269.9 | Promus Groupe Spécial       |
| 2                   | Unidos do Porto da Pedra              | 269.5 | Resté Série Ouro            |
| 3                   | União da Ilha do Governador           | 269.4 | Resté Série Ouro            |
| 4                   | Inocentes de Belford Roxo             | 269.4 | Resté Série Ouro            |
| 5                   | Unidos de Padre Miguel                | 269.3 | Resté Série Ouro            |
| 6                   | Acadêmicos do Sossego                 | 269.2 | Resté Série Ouro            |
| 7                   | Unidos de Bangu                       | 269.1 | Resté Série Ouro            |
| 8                   | Estácio de Sá                         | 269.1 | Resté Série Ouro            |
| 9                   | Império da Tijuca                     | 269.1 | Resté Série Ouro            |
| 10                  | Acadêmicos de Vigário Geral           | 268.9 | Resté Série Ouro            |
| 11                  | Unidos da Ponte                       | 268.9 | Resté Série Ouro            |
| 12                  | Lins Imperial                         | 268.6 | Resté Série Ouro            |
| 13                  | Em Cima da Hora                       | 268.5 | Resté Série Ouro            |
| 14                  | Acadêmicos de Santa Cruz              | 268.1 | Relégué Série Prata         |
| 15                  | Acadêmicos do Cubango                 | 267.8 | Relégué Série Prata         |
| Série Prata         |                                       |       |                             |
| Pos                 | Samba schools                         | Pts   | Classification Relégué      |
| 1                   | União de Jacarepaguá                  | 269.8 | Promus Série Ouro           |
| 2                   | Arranco                               | 268.6 | Promus Série Ouro           |
| 2                   | Acadêmicos da Rocinha                 | 269.5 | Resté Série Prata           |
| 2                   | Renascer de Jacarepaguá               | 268.4 | Resté Série Prata           |
| 3                   | União de Maricá                       | 269   | Resté Série Prata           |
| 3                   | Independentes de Olaria               | 268.1 | Resté Série Prata           |
| 4                   | Unidos do Jacarezinho                 | 269   | Resté Série Prata           |
| 4                   | Império da Uva                        | 267.3 | Resté Série Prata           |
| 5                   | Caprichosos de Pilares                | 268.7 | Resté Série Prata           |
| 5                   | Sereno de Campo Grande                | 267.1 | Resté Série Prata           |
| 6                   | União do Parque Curicica              | 268.5 | Resté Série Prata           |
| 6                   | Independente da Praça da Bandeira     | 266.6 | Resté Série Prata           |
| 7                   | Unidos da Vila Santa Tereza           | 268.1 | Resté Série Prata           |
| 7                   | Arame de Ricardo                      | 265.3 | Resté Série Prata           |
| 8                   | Rosa de Ouro                          | 267.8 | Resté Série Prata           |
| 8                   | Botafogo Samba Clube                  | 265.1 | Resté Série Prata           |
| 9                   | Leão de Nova Iguaçu                   | 267.3 | Resté Série Prata           |
| 9                   | Raça Rubro Negra                      | 264.8 | Resté Série Prata           |
| 10                  | União do Parque Acari                 | 267.2 | Resté Série Prata           |
| 10                  | Acadêmicos da Diversidade             | 264.8 | Resté Série Prata           |
| 11                  | Alegria da Zona Sul                   | 267   | Resté Série Prata           |
| 11                  | Difícil é o Nome                      | 262.2 | Relégué Série Bronze        |
| 12                  | Acadêmicos da Abolição                | 266.9 | Resté Série Prata           |
| 13                  | Unidos da Villa Rica                  | 265.7 | Relégué Série Bronze        |
| 14                  | Unidos da Vila Kennedy                | 264.6 | Relégué Série Bronze        |
| Série Bronze        |                                       |       |                             |
| Pos                 | Samba schools                         | Pts   | Classification Relégué      |
| 1                   | Arrastão de Cascadura                 | 269.8 | Promus Série Prata          |
| 2                   | União Cruzmaltina                     | 269.6 | Promus Série Prata          |
| 3                   | Acadêmicos do Peixe                   | 269.5 | Promus Série Prata          |
| 4                   | Mocidade Unida do Santa Marta         | 268.7 | Promus Série Prata          |
| 5                   | Acadêmicos do Dendê                   | 267.4 | Promus Série Prata          |
| 6                   | Acadêmicos de Jacarepaguá             | 267.1 | Promus Série Prata          |
| 7                   | Guerreiros Tricolores                 | 267   | Resté Série Bronze          |
| 8                   | Mocidade de Vicente de Carvalho       | 266.9 | Resté Série Bronze          |
| 9                   | Acadêmicos do Jardim Bangu            | 266.8 | Resté Série Bronze          |
| 10                  | Império Ricardense                    | 265   | Relégué Groupe d'Évaluation |
| 11                  | Unidos de Manguinhos                  | 264.3 | Relégué Groupe d'Évaluation |
| 12                  | Império de Petrópolis                 | 0.0   | Relégué Groupe d'Évaluation |
| Groupe d'Évaluation |                                       |       |                             |
| Pos                 | Samba schools                         | Pts   | Classification Relégué      |
| 1                   | Fla Manguaça                          | 179.5 | Promus Série Bronze         |
| 2                   | Tubarão de Mesquita                   | 179.4 | Promus Série Bronze         |
| 3                   | Concentra Imperial                    | 179.3 | Promus Série Bronze         |
| 4                   | Mocidade Unida da Cidade de Deus      | 179.2 | Promus Série Bronze         |
| 5                   | Bangay                                | 178.8 | Promus Série Bronze         |
| 6                   | Unidos da Barra da Tijuca             | 178.6 | Promus Série Bronze         |
| 7                   | Gato de Bonsucesso                    | 178.3 | Promus Série Bronze         |
| 8                   | Unidos do Cabral                      | 178.2 | Promus Série Bronze         |
| 9                   | Alegria do Vilar                      | 178   | Resté Groupe d'Évaluation   |
| 10                  | Império da Zona Norte                 | 177.7 | Resté Groupe d'Évaluation   |
| 11                  | Unidos de Cosmos                      | 177.1 | Resté Groupe d'Évaluation   |
| 12                  | Coroado de Jacarepaguá                | 177   | Resté Groupe d'Évaluation   |
| 13                  | Império de Nova Iguaçu                | 176.7 | Resté Groupe d'Évaluation   |
| 14                  | Coroa Imperial                        | 176.7 | Resté Groupe d'Évaluation   |
| 15                  | Império de Brás de Pina               | 176.5 | Resté Groupe d'Évaluation   |
| 16                  | Camisa 10                             | 174.2 | Resté Groupe d'Évaluation   |
| 17                  | Flor do Jardim Primavera              | 154   | Resté Groupe d'Évaluation   |
|                     | Acadêmicos da Pedra Branca            | 0.0   | Resté Groupe d'Évaluation   |
| Balanço do Irajá    |                                       | 0.0   | Resté Groupe d'Évaluation   |
| Colibri             |                                       | 0.0   | Resté Groupe d'Évaluation   |
| União Rio-Minas     |                                       | 0.0   | Resté Groupe d'Évaluation   |
| Groupe B d'LIVRES   |                                       |       | Resté Groupe d'Évaluation   |
| Pos                 | Samba schools                         | Pts   | Classification Relégué      |
| 1                   | Acadêmicos do Engenho da Rainha       | 269.5 | LIVRES Champion             |
| 2                   | Vizinha Faladeira                     | 269.4 | Resté Groupe B d'LIVRES     |
| 3                   | Unidos do Cabuçu                      | 268   | Resté Groupe B d'LIVRES     |
| 4                   | Unidos de Lucas                       | 267.9 | Resté Groupe B d'LIVRES     |
| 5                   | Unidos de São Cristóvão               | 266.5 | Resté Groupe B d'LIVRES     |
| 6                   | Flor da Mina do Andaraí               | 265.9 | Resté Groupe B d'LIVRES     |
| 7                   | Imperadores Rubro-Negros              | 265.5 | Resté Groupe B d'LIVRES     |
| 8                   | Chatuba de Mesquita                   | 265.2 | Resté Groupe B d'LIVRES     |
| 9                   | Siri de Ramos                         | 265   | Resté Groupe B d'LIVRES     |
| 10                  | Feitiço Carioca                       | 264.1 | Relégué Groupe C d'LIVRES   |
| Groupe C d'LIVRES   |                                       |       |                             |
| Pos                 | Samba schools                         | Pts   | Classification Relégué      |
| 1                   | Boi da Ilha do Governador             | 269   | Promus Groupe B d'LIVRES    |
| 2                   | Mocidade do Porto                     | 266.3 | Resté Groupe C d'LIVRES     |
| 3                   | União do Vilar Carioca                | 264.7 | Resté Groupe C d'LIVRES     |

## Discographie de Samba Enredo
| Groupe Spécial                        |                        |
| Piste                                 | Interprète             |
| École                                 |                        |
| Unidos do Viradouro                   | Zé Paulo Sierra        |
| Acadêmicos do Grande Rio              | Evandro Malandro       |
| Mocidade Independente de Padre Miguel | Wander Pires           |
| Beija-Flor                            | Neguinho da Beija-Flor |
| Acadêmicos do Salgueiro               | Quinho                 |
| Estação Primeira de Mangueira         | Marquinho Art'Samba    |
| Portela                               | Gilsinho               |
| Unidos de Vila Isabel                 | Tinga                  |
| Unidos da Tijuca                      | Wic Tavares            |
| São Clemente                          | Maninho                |
| Paraíso do Tuiuti                     | Grazzi Brasil          |
| Imperatriz Leopoldinense              | Bruno Ribas            |
| Série Ouro                            |                        |
| Piste                                 | Interprète             |
| École                                 |                        |
| Unidos de Padre Miguel                | Diego Nicolau          |
| Unidos do Porto da Pedra              | Pitty Di Menezes       |
| Estácio de Sá                         | Serginho do Porto      |
| União da Ilha do Governador           | Ito Melodia            |
| Inocentes de Belford Roxo             | Silas Leleu            |
| Acadêmicos do Cubango                 | Pixulé                 |
| Império da Tijuca                     | Daniel Silva           |
| Acadêmicos de Santa Cruz              | Roninho                |
| Acadêmicos do Sossego                 | Nino do Milênio        |
| Império Serrano                       | Igor Vianna            |
| Unidos de Bangu                       | Thiago Brito           |
| Acadêmicos de Vigário Geral           | Tem-Tem Jr             |
| Unidos da Ponte                       | Charles Silva          |
| Lins Imperial                         | Lucas Donato           |
| Em Cima da Hora                       | Ciganerey              |